# 2673 Lossignol
2673 Lossignol (1980 KN) là một tiểu hành tinh nằm phía ngoài của vành đai chính được phát hiện ngày 22 tháng 5 năm 1980 bởi Henri Debehogne ở La Silla.